# François P.L. Pollen
François P.L. Pollen (Rotterdam, 8 januari 1842 - 's-Gravenhage, 7 mei 1886) was een Nederlandse ontdekkingsreiziger en natuuronderzoeker. Pollen maakte reizen naar onder andere Madagaskar (van 1863 tot 1866) en verzamelde daar insecten, vissen, vogels en zoogdieren voor het Rijksmuseum van Natuurlijke Historie in Leiden. Hij schreef een aantal publicaties over zijn reizen. 

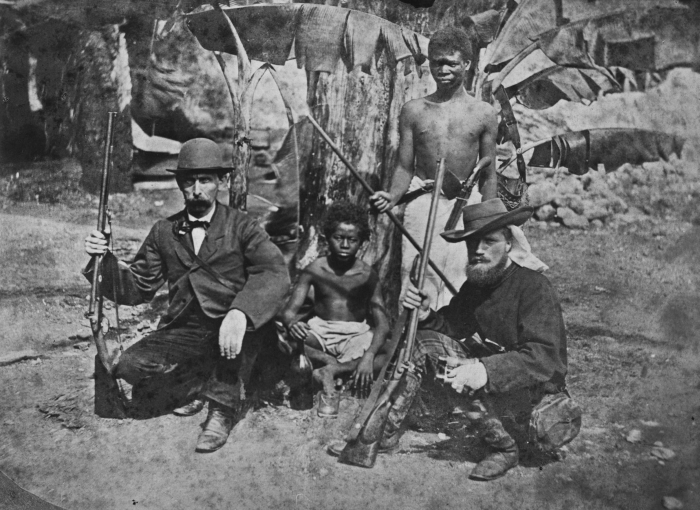
Portret van D.C. van Dam en François P.L. Pollen

## Biografie
Pollen is geboren op 8 januari 1842 in Rotterdam. Hij had vier broers en zussen. Zijn vader (1806–1857) was eigenaar van de destilleerderij M.P. Pollen & Zoon te Rotterdam. In 1862 verhuisde hij naar Leiden om medicijnen te studeren, maar Hermann Schlegel spoorde hem aan om zoölogie te studeren. Samen met zijn kameraad Douwe Casparus van Dam (1827–1898) ging hij van november 1863 tot juli 1866 op expeditie naar Madagaskar. Tijdens zijn reizen verzamelde hij insecten, vissen, vogels en zoogdieren voor het Rijksmuseum van Natuurlijke Historie in Leiden. Dankzij zijn rijkdom was hij in staat om deze expedities zelf te financieren. Vervolgens financierde hij ook het veldwerk van andere natuuronderzoekers op Madagaskar, zonder dat hij er zelf bij betrokken was. Verder heeft hij ook nog dier- en plantensoorten verzameld op de Comoren en op het Mascareense eiland Réunion. In 1875 verkreeg Pollen een eredoctoraat van de Georg-August-Universiteit in Göttingen. 
Samen met Hermann Schlegel heeft hij in 1866 de madagaskarpalmvleerhond (Eidolon dupreanum) beschreven. In datzelfde jaar beschreef hij ook de réunionrupsvogel (Coracina newtoni). Twee jaar later, in 1868 heeft hij samen met Schlegel het vangageslacht Newtonia beschreven. 
Er zijn twee vogelsoorten naar hem vernoemd: comorenolijfduif (Columba pollenii) en de Pollens vanga (Xenopirostris polleni). Ook de kameleonsoort Furcifer polleni en de skink Madascincus polleni zijn naar hem vernoemd. Hij overleed op 7 mei 1886 in 's-Gravenhage.

## Lijst van publicaties (selectie)
- F.P.L. Pollen, 1867. Een blik in Madagaskar. (volledige tekst, met twee facsimile platen, getekend door John Gerrard Keulemans)
- Recherches sur la faune de Madagascar et de ses dépendances, d'après les découvertes de François P. L. Pollen et D. C. Van Dam (J. K. Steenhoff (E. J. Brill), Leyde). 1868-1877. Dit werk bestaat uit de volgende delen:
  - Deel 1. Relation de voyage, door François Pollen
  - Deel 2. Mammifères et oiseaux, door Hermann Schlegel (1804-1884) en François Pollen ;
  - Deel 4. Poissons et pêches, door Pieter Bleeker (1819-1878) en François Pollen ;
  - Deel 5. Insectes... door Samuel Constantinus Snellen van Vollenhoven (1816-1880) en Edmond de Sélys Longchamps (1813-1900).
  - Crustacés et échinodermes, door Christiaan Karel Hoffmann (1844-1903).
  - Mollusques, door Johannes Govertus De Man (1850-1930)

## Bron
- (en) B. Beolens & M.l Watkins, 2003. Whose Bird? Common Bird Names and the People They Commemorate. Yale University Press, New Haven. 400 p. ISBN 0-300-10359-X.

- Stuttgart Database of Scientific Illustrators 1450–1950: 10049
- Gemeinsame Normdatei: 117689157
- International Standard Name Identifier: 0000 0000 0282 5277
- Nederlandse Thesaurus van Auteursnamen: 068224621
- Réseau des bibliothèques de Suisse occidentale: 02-A003702920
- Système universitaire de documentation: 147901952
- Virtual International Authority File: 10243817
- WorldCat: E39PBJmTtdkBrWBDCxCqXdV6Kd